# Ludovic Steege
Ludovic Steege (n. 6 septembrie 1813, București, Țara Românească – d. 28 martie 1872, Iași, România) a fost ministru cu diverse portofolii și ministru de finanțe al României între anii 1859-1865, în varii guverne.
A fost primul diplomat român acreditat simultan la curțile de la Viena, Berlin și Petersburg.

## Biografie
Ludovic Steege a fost medic, jurist și diplomat cu origini săsești, stabilit la Iași, unde a organizat serviciul medical. A fost un partizan al Unirii Moldovei cu Țara Românească. A ocupat numeroase funcții publice, inclusiv pe cea de ministru de finanțe, în timpul domniilor lui Alexandru Ioan Cuza și a lui Carol I.